# Cercle Paul Bert
Ne doit pas être confondu avec Cercle Paul Bert Rennes Handball.
Le Cercle Paul Bert (CPB) est une association loi de 1901 qui propose des nombreuses activités sportives, culturelles et de loisir à Rennes. Elle regroupe plus de 12 000 adhérents à travers 110 activités. L'association se revendique comme étant la plus grande association associée à la Ligue de l'enseignement.
Les activités du CPB sont réparties sur 11 sites à travers la ville.
Le CPB a une longue tradition laïque. Malgré de nombreux sportifs et sportives évoluant à haut niveau, l'association a toujours refusé le professionnalisme, ses adhérents devant être amateurs.

## Histoire et fonctionnement

### Histoire

#### Naissance et développement du Cercle Paul Bert (1888 - 1914)

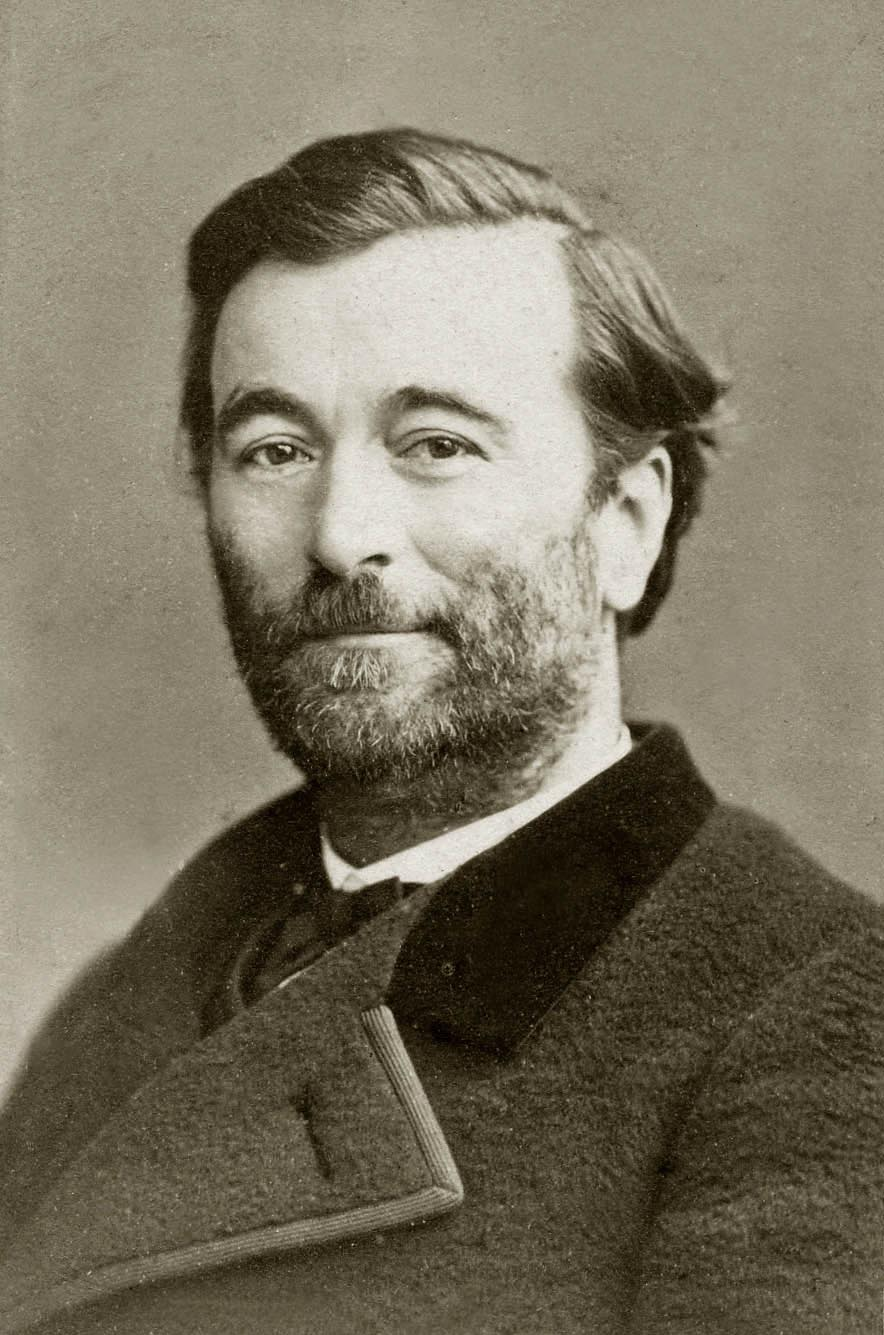
Paul Bert, physiologiste, homme politique radical et racialiste, est choisi comme figure tutélaire par l'association.

Le Cercle Paul-Bert de Rennes vient de la Société des anciens élèves de l'école de la Halle aux Toiles, devenu ensuite la Société des anciens élèves de l'école publique de Rennes,. Elle prend en charge la Caisse des écoles rennaises en 1890, qui distribue des secours en nature aux élèves pauvres. La Société se diversifie à partir de 1905 sous l'impulsion de Louis Postel, élu président l'année précédente, en proposant des soirées théâtrales, des projections cinématographiques ou encore des bals.
Elle devient un véritable patronage laïc en 1909 grâce au soutien du maire Jean Janvier qui met à disposition des locaux. Elle adopte le nom de Cercle Paul Bert en référence au républicain Paul Bert, éducateur attaché à l'enseignement primaire et farouche opposant à l'église catholique,.

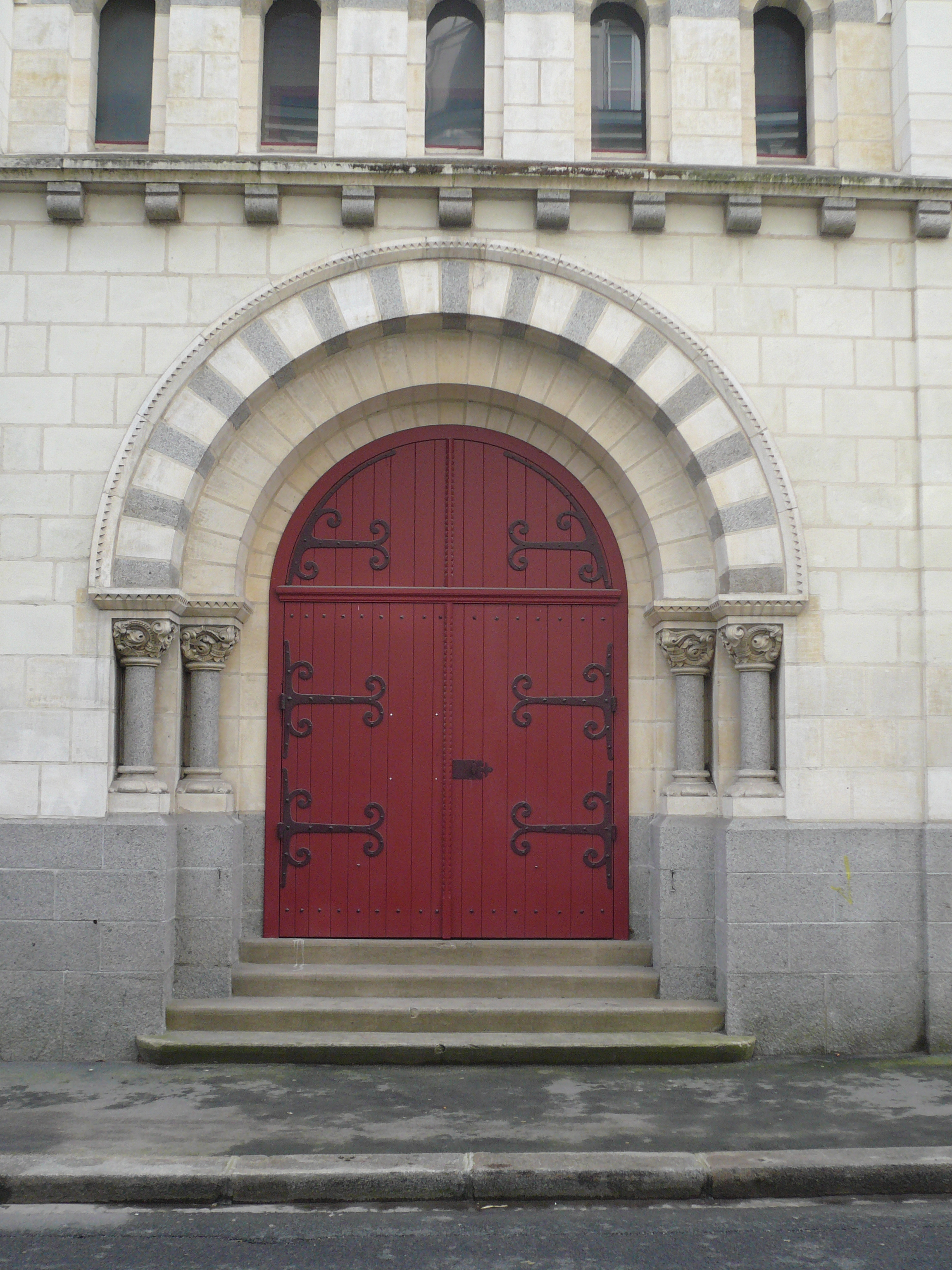
Entrée des locaux laïcisés rue de Paris

La période avant la guerre de 1914-1918 voit le CPB s'installer dans des locaux laïcisés rue de Paris, toujours occupés actuellement, et proposer de la gymnastique, du tir ainsi que du football. Les deux premières activités sont conçus comme des préparations militaires comme souhaité par le pouvoir républicain de l'époque. Le football permet d'attirer des jeunes qui seraient allés dans les patronages catholiques rivaux. Un orchestre symphonique est aussi mis en place, ainsi qu'une harmonie.
La Première Guerre mondiale ralentit fortement les activités du Cercle à cause de la réquisition des locaux à des fins militaires et du départ de nombreux cadres au front.

#### La période de l'entre-deux guerres (1918 - 1939)
Après la Première Guerre mondiale, le Cercle Paul Bert se développe sous la présidence de François Bizette passant d'un millier d'adhérents à près de trois mille en 1936 grâce à la création de nouveaux groupes sportifs, artistiques et techniques (natation, théâtre, musique, radio, photographie), d'organisation de balades, bals et séances de cinéma ainsi que d'un prosélytisme important.
La concurrence est rude avec quatre patronage catholiques en face. Le budget croit en conséquence (multiplié par 11 sur cette période), nourri par les cotisations des membres, le produit des bals et de la fête de la Jeunesse ainsi que des subventions publiques provenant essentiellement de la municipalité rennaise. Plusieurs sections du CPB seront créées dans les différents quartiers de la ville, alors en rapide expansion. L'administration de l'association est composé pour un tiers de petits employés (chemins de fer, imprimerie, mairie de Rennes), un tiers d'enseignants, 20 % de professions libérales et fonctionnaires supérieurs et quelques personnalités. La plupart des membres sont dans une « logique pluri-militante » en faveur de l'instruction, multipliant les engagements dans des sociétés sportives, de bienfaisance ou encore artistiques. Le CPB est finalement reconnu association d'utilité publique en 1932,.
Les activités sportives proposés par le Cercle Paul Bert entre les deux guerres mondiales sont la gymnastique, des sports collectifs tel que le football et le basketball, des sports d'eau (natation, water-polo) ou encore des boules et palets. La gymnastique, dominante à la sortie de la guerre, voit ses effectifs « grignotés » par les autres activités et perd peu à peu son aspect uniquement militaire au bénéfice d'une vision artistique et hygiéniste.
Le football suscite un fort engouement, et cette période voit le CPB défendre une conception populaire et désintéressée du sport en refusant « l'amateurisme marron » alors que le football français met en place le professionnalisme. La natation connait aussi un fort engouement (effectif multiplié par 3 en une décennie), stimulé par les bons résultats de l'équipe première (demi-finale en 1934, titre de champion de France en division d'honneur en 1937). Le Cercle est aussi à l'avant-garde pour la pratique sportive féminine, se démarquant des patronages catholiques sur cet aspect. La première section féminine de gymnastique est créé en 1913, soit près de vingt ans avant celle du patronage catholique de la Tour d'Auvergne de Rennes.
Le groupe de théâtre du CPB prend le nom de Coccinelle en 1929, et propose de nombreuses pièces d'auteurs contemporains (Tristan Bernard, Sacha Guitry ou encore Jean Sarment). La troupe se classe première au concours international des sociétés « amateurs » de langue française en 1930 à Liège. L'activité musicale n'est pas en reste avec un orchestre, une harmonie et une batterie-fanfare. Le Cercle propose aussi des activités techniques avec un groupe de TSF (télégraphie sans fil) et un laboratoire de photographie. Bien que couteuses, ces activités sont justifiées par la volonté de proposer les activités les plus modernes aux couches populaires.
Le CPB propose aussi à cette période des promenades, des bals et des séances de cinéma. Les promenades avaient un programme chargé avec des concours de pêche, de tir, de palet, des représentations théâtrales et des bals ainsi que des activités pour les enfants et connurent un grand succès grâce à des prix modiques. Les bals, organisés tous les dimanches dans les années 1930, sont fréquentés assidument par la jeunesse qui y trouve un lieu de sociabilisation. Des séances de cinéma sont organisés dès 1921 afin d'attirer des enfants. Les responsables de la programmation essayent de proposer des films adaptés aux enfants, mais cela n'est pas facile à cette époque.

#### LaSeconde Guerre mondialeet la  Libération (1939 - 1955)
La Seconde Guerre mondiale a fortement réduit les activités du Cercle Paul Bert, alors dirigé par Louis Volclair. Les locaux ont été réquisitionnées d'abord par l'inspection académique, puis par les forces de police. Les réunions se faisaient alors dans des salles de classe. Les idéaux laïques du CPB n'étaient pas très appréciés par l'occupant, un représentant du gouvernement de Vichy ayant même demandé la disparition de la devise de l'association. À cela s'ajoute le retrait de la gestion de la Caisse des écoles conformément à des circulaires ministérielles de 1937. Malgré tout, les groupes sportifs continuent de jouer et le CPB continue d'exister jusqu'à la Libération où l'association arrive à récupérer ses locaux.
À la Libération, les dirigeants s'affairent à réparer les locaux endommagés et à relancer les activités en lançant un appel aux jeunes. Ils en profitent pour monter des sections dans tous les cantons de Rennes (cinq à l'époque) et fin 1946, le Cercle Paul Bert est prêt à retrouver son niveau d'activité d'avant-guerre. Les années suivantes sont marqués par une forte rotation des présidents (René Poster (1948-1951), Émile Martin (1951-1952) et Maxime Portier (1952-1956)) et la consolidation de la présence du Cercle dans les cantons par la construction de nouveaux locaux.

#### La présidence «Bazin» et l'expansion du Cercle (1956 - 1965)
Albert Bazin accède à la présidence du Cercle Paul Bert en 1956 pour une décennie. La structure centralisée du Cercle le handicape pour recruter des bons sportifs à cause des règlements des fédérations sportives qui n'autorisent pas plusieurs équipes premières dans un même club. Il est alors décidé la création de cercles sportifs cantonaux qui agissent comme des « filiales du Cercle Paul Bert », bien que déclarés en préfecture. Cela permet de recruter beaucoup de nouveaux membres, dont une grande part viennent de patronages catholiques de Rennes. Cette décennie est aussi marquée par de nouvelles relations avec la municipalité. Bien que toujours soutenu par la mairie, le CPB est contraint de partager ses locaux avec d'autres associations.
Les activités pratiqués au CPB évoluent aussi. La préparation militaire, très présente aux débuts, décline au cours des années 1950 et disparaît au milieu des années 1960. Les sports traditionnels (gymnastique, natation, football, athlétisme, basket) voient leurs effectifs augmenter. Deux nouveaux sports font leur apparition (handball et tennis de table) et suscitent un fort engouement. Le Cercle obtient le titre de champion de l'Ouest en 1957 en handball. Une section de tennis de table se met en place en 1946 et compte cinquante-deux membres en dix ans plus tard.
Le Cercle Paul Bert n'ayant plus la gestion de la Caisse des écoles, son action dans les écoles s'exerce dans le prolongement du temps scolaire, notamment avec les garderies, les fêtes scolaires et les manifestations sportives et culturelles. Les garderies, ancêtres des centres aérés actuels, sont stratégiques pour l'encadrement des jeunes enfants face à la concurrence des patronages catholiques. Elles permettent à la fois de libérer les parents pendant leurs horaires de travail et de soustraire des jeunes au désœuvrement et aux dangers de la rue. Les activités pratiquées sont des jeux, du sport, des promenades ou encore des chants. De nombreuses petites fêtes émaillent l'année mettant en scène les enfants ; elles permettent de valoriser aussi les activités artistiques du CPB.
La troupe de théâtre « La Coccinelle » se reconstitue à la fin de la guerre et réussit à jouer plusieurs pièces entre 1945 et 1947 malgré l'absence de metteur en scène. Les années suivantes voient la troupe avoir plus de succès, comme en 1955 où deux mille enfants peuvent assister à une séance du Malade Imaginaire de Molière, et obtenir plusieurs prix aux concours départementaux UFOLEA. La pratique musicale est aussi très présente avec au moins une batterie ou fanfare par section ainsi qu'à l'échelon global du Cercle. Au début des années 1950, l'association accueille un grand orchestre, un orchestre de jazz, un bagad et l'harmonie du Cercle fait son retour. Portés par Robert Langlais, les différents orchestres seront reconnus aux échelons régional et national, remportant plusieurs prix aux concours UFOLEA. Ils participent aussi à de nombreuses festivités sur Rennes, réalisant le souhait des dirigeants d'inscrire toutes les formes de musiques dans l’œuvre d'éducation populaire et de montrer que « l'art n'est pas réservé à une élite de privilégiés ».

#### La présidence «Rolland» et La restructuration du Cercle Paul Bert (1965 - 1995)
Au début des années 1960, Rennes s'agrandit rapidement et la structure du CPB ne permet pas de répondre aux besoins de l'association. Les sections, créées sans statut juridique, progressent en ordre dispersé et les statuts datant de 1931 ne sont plus adaptés. Une commission est chargée de la réforme des statuts et de réfléchir à une réorganisation du Cercle Paul Bert après avoir analysé les évolutions géographiques, démographiques et sociales de la ville avec comme objectif de conserver l'unité du Cercle. Elle débouche en 1965 sur la création d'une section supplémentaire et sur l'établissement d'un règlement intérieur pour chaque section afin d'en uniformiser le fonctionnement.
Les sections sont sous le contrôle du conseil d'administration qui est renouvelé en entier cette année-là et sur l'élection de René Rolland à la présidence générale. Ce dernier, secrétaire général à la mairie de Rennes, restera trente ans à la tête de l'association et rompt avec « l'ère des enseignants », métier qu’exerçaient tous ses prédécesseurs.
Les années suivantes voient le Cercle se définir comme étant une organisation socioculturelle tout en proposant diverses pratiques sportives. Rennes continue à cette époque d'augmenter très vite son nombre d'habitants (+31 % entre 1962 et 1975), et l'association doit créer de nouvelles sections pour continuer à toucher tous les publics. Malgré sa rapide expansion, les membres s'interrogent sur le projet du Cercle à la suite des nouvelles politiques culturelles de l'État à cette époque et en débattent pendant plusieurs années, les échanges étant retranscrits dans la revue mensuelle.
Si au début des années 1960, l'encadrement était assuré uniquement par des bénévoles, la question de la rémunération se pose une décennie plus tard. La politique socio-culturelle du Cercle se développe en prenant appui sur des animateurs rémunérés, entrainant des tensions avec les nombreux bénévoles. Les entraineurs sportifs en particulier se plaignent de ne pas percevoir de rémunération eux aussi. La direction reconnait le problème et essaie de le résoudre, mais l'obstacle est surtout financier. Une solution partielle est trouvée au tournant des années 1980 en recrutant des animateurs socio-culturels formés en interne et qui étaient déjà entraineurs bénévoles. De plus, cela concourt à l'objectif souhaité par de nombreux dirigeants de rapprocher la pratique sportive et l'éducation populaire.
Au début des années 1980, le Cercle Paul Bert compte plus de 6400 adhérents, soit un quadruplement des effectifs en trente ans, mais le nombre de membres honoraires se met à fondre (500 au lieu de 1500 au début des années 1950). Les adhérents sont surtout des jeunes, voire très jeunes, et le nombre d'adultes diminue, réduisant l'expérience d'encadrement. Les liens entre les dirigeants et la base se distendent, cette dernière étant de moins en moins militante. Le message laïque porté par le CPB reçoit moins d'échos avec l'arrivée de Mitterrand au pouvoir en 1981.
L'association est devenu une structure double, unie derrière un nom et des valeurs communes, mais décentralisée dans les sections pour les activités et les responsabilités. Malgré cela, l'association se revendique en 1984 être « le plus grand club de la ville la plus sportive de France », avec plus du quart des licenciés sportifs de la ville de Rennes.

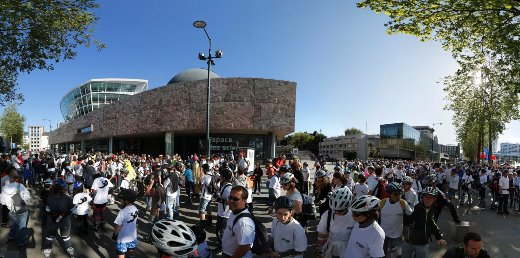
Rennes sur Roulettes

Le Cercle organise plusieurs grands évènements pour fêter le centenaire de la création de la Société des anciens élèves des écoles laïques de Rennes tels qu'un tournoi France-Chine de tennis de table (4 novembre 1983), une semaine d'art vidéo (20 au 28 janvier 1984), un grand gala nautique (14-15 avril), un spectacle du Cirque de Pékin (16-17 mai), le jeu théâtral de « Lancelot du Lac » avec la présence de mille enfants (22 mai) ou encore une grande fête populaire (30 mai). Ces festivités sont clôturées par la fête de la jeunesse le vendredi 15 juin. Ces manifestations ont été réparties dans tous les quartiers de Rennes, montrant la capacité du CPB à animer à l'échelle rennaise. Cette période voit s'affirmer la vocation du Cercle à organiser de grands évènements sportifs et culturels co-organisés avec la municipalité rennaise les années suivantes, comme « Tout Rennes nage », les championnats du monde de sports acrobatiques (27-29 novembre 1986) et les championnats d'Europe de boxe française la même année, ou encore « Rennes sur roulettes ». Ces évènements connaissent un grand succès populaire avec souvent plusieurs milliers de participants.

#### Le Cercle contemporain (1995-...)
Le début des années 1990 voit le rajeunissement des dirigeants du Cercle Paul Bert, un seul des présidents de sections a plus de cinquante ans.
L'association accuse un déficit de 1 240 million de francs pour l'exercice 1993-1994. René Rolland quitte ses fonctions de président général dans la discrétion, et est remplacée par Josette Bléas pour trois ans. Cette dernière, enseignante à la retraite, militante de longue date au CPB et au parti communiste, a émis le vœu de rester provisoirement à ce poste et apparait donc comme une figure de transition. Elle conduit un bilan des actions du Cercle, cherche des moyens d'adapter les structures aux nouvelles exigences en matière de finances et de communication et lui donne de nouvelles ambition s.
À la fin du vingtième siècle, le Cercle Paul Bert est une structure aux fondations solides avec plus de neuf mille adhérents, de multiples implantations au sein de la cité rennaise, de nombreux encadrants bénévoles compétents et professionnels du sport et de l'animation. L'association propose plus de trente-deux activités sportives et seize activités socioculturelles et obtient de brillant résultats sportifs. Par exemple, Michelle Sevin est médaillée d'or de tennis de table aux Jeux paralympiques d'Atlanta, Hadda Guerchouche obtient la médaille de bronze aux deux cents mètres quatre nages à ces mêmes jeux ou encore Claude Haberzettel qui devient champion de France senior en individuel deuxième division en judo. Cependant, la situation financière reste fragile, et les subventions de la ville de Rennes ne sont pas considérés suffisantes pour atteindre les objectifs du CPB.
René Barrat succède à Josette Bléas en 1998, et accompagne le Cercle au passage au XXIe siècle. La gouvernance de l'association évolue avec lui, et notamment voit arriver des professionnels de l'animation ayant eu une expérience à la tête de patronage catholiques. Le nombre de salariés augmente, des commissions de recrutement sont constitués afin de garantir l'arrivée d'animateurs diplômées et de nouvelles activités sportives de loisir (badminton, sports de forme) sont proposées pour répondre à la demande grandissante due à la réduction du temps de travail. La politique socioculturelle envers la jeunesse évolue aussi avec la suppression de la fête de la jeunesse en 2005, et la mise en place d'animation de rue ou d'accompagnement scolaire.
En 2009, le Cercle Paul Bert emploie cent cinq salariés et demeure un acteur reconnu et privilégié de la Ville de Rennes avec laquelle il organise quelques évènements d'envergure tels que « Tout Rennes nage », « Quartiers en scène », « Rennes sur roulettes » ou encore le « Petit festival » (théâtre d'enfants). L'activité socioculturelle représente un tiers du budget du Cercle et touche plusieurs milliers d'enfants grâce aux centres de loisir, l'animation de rue ou encore les animations dans les écoles. Les activités sportives continuent d'attirer des adhérents et à obtenir de bons résultats avec plusieurs équipes jouant au niveau national (handball, hockey, football féminin, water-polo ou encore basket), mais restant toujours amateurs. Les sports de loisirs et de « la forme » connaissent le succès avec plus de mille cinq cents adhérents adultes.
Isabelle Daniel est présidente général du Cercle Paul Bert depuis 2010.

### La fête de la Jeunesse
La fête de la jeunesse est une manifestation qui remonte à 1797 et instituée par le Directoire. Elle a pour but de symboliser un monde neuf par le prisme de la jeunesse. Elle connaitra une renaissance en France après la défaite de 1870, et a pour vocation à s'intégrer dans les apprentissages scolaires. Elle sera organisée pour la première fois à Rennes en 1925 pour affirmer la laïcité et devient alors la fête des écoles publiques. Les écoles catholiques y répondent en organisant leur fête de la jeunesse, nommée « fête des écoles libres ».

#### La période du Commandant Bouguin (1925 - 1954)

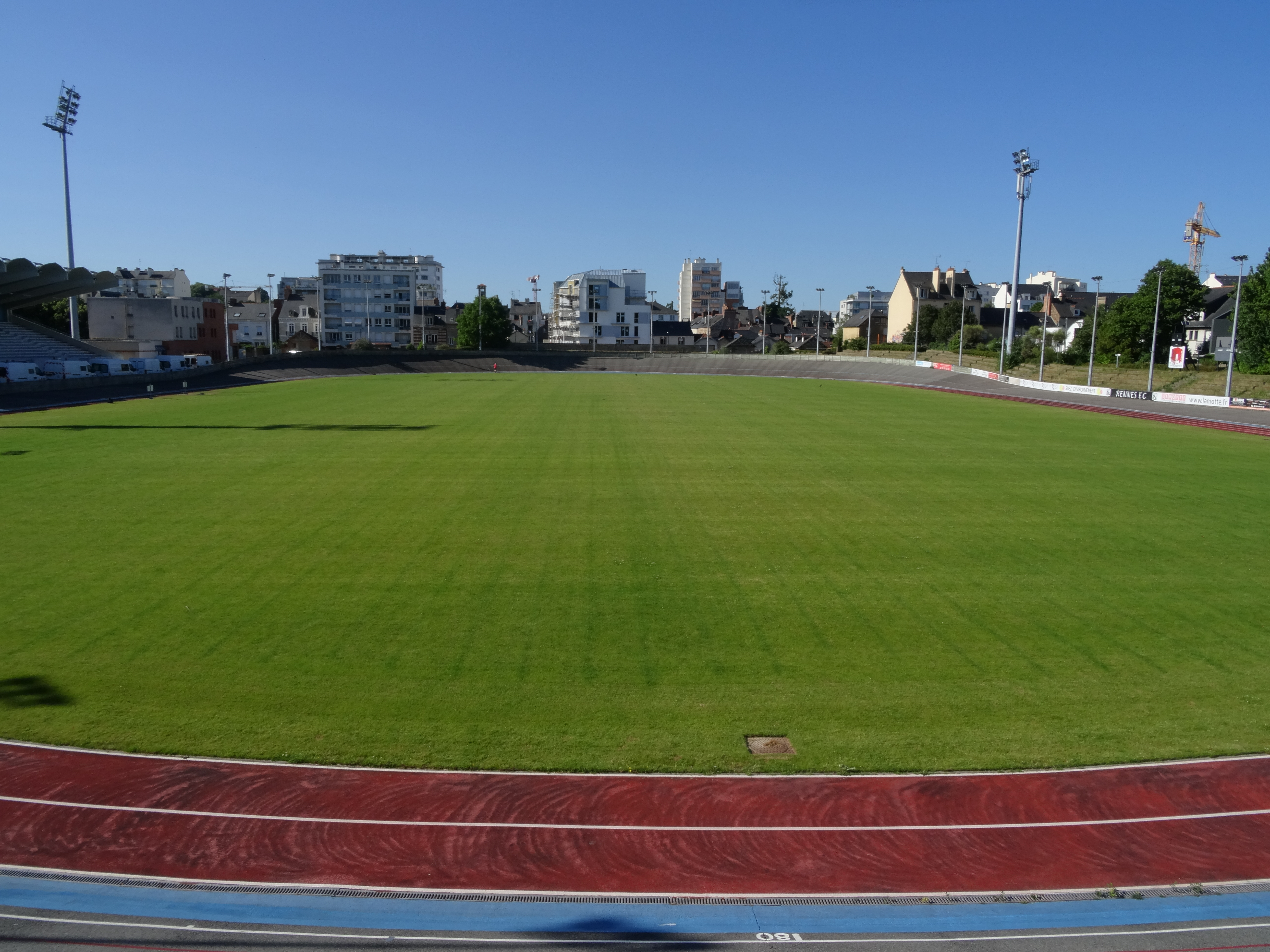
Stade vélodrome de Rennes

La création de la fête doit beaucoup au maire Jean Janvier et se tiendra pendant plus de soixante-quinze éditions au Stade vélodrome, renommé Stade du Commandant Bougouin en 1987, construit par la mairie en 1924. Le premier moniteur général est le Commandant Bouguin, professeur municipal de gymnastique, officier à la compagnie des sapeurs-pompiers de Rennes avec le grade de commandant à la fin de sa carrière et militant engagé au Cercle Paul Bert. Décrit comme parfois tyrannique, il a la main sur toute la partie technique pendant plus de trente ans. Le Cercle est étroitement associé avec l'organisation et fournit notamment plusieurs centaines de bénévoles pour l'encadrement.
La fête est organisée le Jeudi de l'Ascension, et ce choix illustre l'âpreté de la concurrence avec l'enseignement catholique. Elle consiste alors d'un grand défilé dans le centre-ville avec plusieurs dizaines d'écoles et formations dont les élèves arborent une tenue blanche avec un écusson à la couleur de leur école. Un spectacle est ensuite donné au stade vélodrome, qui peut accueillir dix mille personnes, avec exécution de la marseillaise puis diverses activités de gymnastiques, répétées tout au long de l'année dans les écoles publiques.

#### La période Félix Masson (1955 - 1980)
D'abord instituteur, puis moniteur général du Cercle Paul Bert, Félix Masson est chargé de la préparation technique de la fête de la jeunesse en 1956. Son déroulé est toujours similaire. Après un grand défilé dans le centre-ville au son de fanfares et musiques militaires, un spectacle est donné au Vélodrome. Plusieurs grands ensembles de danses et de gymnastique sont présentés et il se clôture par le traditionnel lendit. Il s'agit de mouvements d'éducation physique, accompagnés d'une musique rythmée, effectués par plusieurs milliers d'enfants en même temps (3 500 dans les années 1970). Enfin, un bal est donné dans les locaux du CPB pour les adultes.
La fête a été critiquée à cette époque par le recteur d'académie, qui avait l'impression qu'il « s'agissait uniquement de la fête du Cercle Paul Bert [...] et non de l'effort commun de toutes les écoles publiques ». Il critique aussi que la préparation soit sur une longue période, nuisant à la scolarité des élèves. Dans les années 1970, l'autre critique de la fête est faite par les instituteurs eux-mêmes qui se sentent peu concernés par cette fête aux relents militaires.

#### La période Jean-Pierre Bigrel (1981 - 2000)
Moniteur de la ville de Rennes pendant deux décennies au côté de Félix Masson, Jean-Pierre Bigrel s'attelle à conserver l'esprit laïc de la fête tout en atténuant son esprit martial. Il laisse plus de place à la spontanéité et diversifie les rythmes et thèmes musicaux. La fête se déroule désormais à la tombée de la nuit et utilise des jeux de lumières. Elle abandonne aussi la date du jeudi de l'Ascension pour un vendredi du mois de juin. Elle évolue ainsi jusqu'à l'édition de 2004 où, pour la première fois, les enfants participants ne sont pas acteurs, mais simplement spectateurs. Elle est abandonnée l'année suivante.

## Fonctionnement

### Sections
Le Cercle Paul Bert propose des activités via ses équipements, situés dans 11 quartiers rennais.

## Présidents
- 1937 - 1940 Carle Bahon
- 1940 - 1944 Louis Volclair
- 1948 - 1951 René Poster
- 1951 - 1952 Émile Martin
- 1952 - 1956 Maxime Portier
- 1956 - 1965 Albert Bazin
- 1965 - 1998 René Rolland
- 1998 - 2010 René Barrat
- 2010 - 2020 : Isabelle Daniel[69]
- 2020 - 2024 : Erwan Galesne